# Junki Koike
Junki Koike (japanisch 小池 純輝 Koike Junki; * 11. Mai 1987 in der Präfektur Saitama) ist ein japanischer Fußballspieler.

## Karriere
Koike erlernte das Fußballspielen in der Jugendmannschaft von Urawa Reds. Seinen ersten Vertrag unterschrieb er 2006 bei Urawa Reds. Der Verein spielte in der höchsten Liga des Landes, der J1 League. Für den Verein absolvierte er vier Erstligaspiele. 2009 wechselte er zum Zweitligisten Thespa Kusatsu. Für den Verein absolvierte er 49 Ligaspiele. 2010 wechselte er zum Ligakonkurrenten Mito HollyHock. Für den Verein absolvierte er 67 Ligaspiele. 2012 wechselte er zum Ligakonkurrenten Tokyo Verdy. Für den Verein absolvierte er 59 Ligaspiele. 2014 wechselte er zum Ligakonkurrenten Yokohama FC. Für den Verein absolvierte er 77 Ligaspiele. 2016 wechselte er zum Ligakonkurrenten JEF United Chiba. Für den Verein absolvierte er neun Ligaspiele. 2017 wechselte er zum Ligakonkurrenten Ehime FC. Für den Verein absolvierte er 68 Ligaspiele. 2019 wechselte er zum Ligakonkurrenten Tokyo Verdy. Am Ende der Saison 2023 wurde er mit Verdy Tabellendritter. In den Aufstiegsspielen konnte man sich durchsetzen und stieg in die erste Liga auf.

## Erfolge
Urawa Reds
- AFC-Champions-League-Sieger: 2007
- Japanischer Meister: 2006
- Japanischer Vizemeister: 2007
- Japanischer Pokalsieger: 2006